# 本田昂也
本田 昂也（ほんだ たかや、1987年4月12日 - ）は、日本の俳優、演出家。愛媛県出身。
アクトフェスプロダクション所属。身長173cm。

## 経歴・人物
- 地元愛媛県で活動していたストリートダンスパフォーマンスが認められ、月に複数回「DANCE SHOW EVENT」の代表を務める。
- スポンサーの元でモデル、ラジオ、レポーターの仕事を経て俳優業の道へ進む。
- 特技は柔道、ブレイクダンス、アクロバット。
- 弟は俳優の本田礼生。
- 大のスヌーピー好きで語り出すと止まらない。
- ワインを愛飲しているが、グラスにこだわりはなくスヌーピーのコップで飲んでいる。
- BAlliSTA企画の代表として舞台、朗読劇、パフォーマンスイベントなどを主催。

## 出演

### 映画
- 商店街☆行進曲（2010年公開、監督：相羽誠聡）  - 緑川有作 役（初主演）
- SHAKE HANDS（2013年公開、監督：藤井道人）

### 舞台
- 「俺は、君のためにこそ死ににいく」（2011年 - 2012年、劇団夜想会公演・紀伊國屋ホール / 共栄学園講堂 / 春日部市民文化会館） - 加藤伍長 役
- 「アンチゴーヌ」（2011年、銀座みゆき館劇場）
- 「カンガルー」（2011年、劇団夜想会公演・銀座みゆき館劇場） - 舞台初主演
- 「青葉大学新聞部物語」（2012年、千本桜ホール） - 森村 役
- 「M ACT QUEST〜勇者たもつと屈強なパフォーマー達の魔王への軌跡〜」（2012年8月、M ACT CREW公演・三鷹市芸術文化センター） - レッド 役
- 「偽作 不思議の国でアリんス2012」（2012年8月、劇団ドガドガプラス公演・東京キネマ倶楽部） - 帆鳥栖 役
- 「COMIC☆ACTORS」（2013年1月、はっぴぃはっぴぃどりーみんぐ公演・武蔵野芸能劇場）
- 「HIDEYOSHI」（2013年4月、はっぴぃはっぴぃどりーみんぐ公演・山王フォレスト） - 明智光秀 役
- 「CLOCK」（2013年4月、PEACE公演・日暮里サニーホール）
- 「大正浪漫探偵譚」（2013年、はっぴぃはっぴぃどりーみんぐ公演・ワーサルシアター） - 北早翔太 役
- 「Midnight Traveller」（2013年10月、M ACT CREW公演・ブディストホール） - イースト 役
- 「WILD HALF」（2014年1月、はっぴぃはっぴぃどりーみんぐ公演・コアいけぶくろ） - 武田 役
- 「Tokyo:PUNCH-LINER」 - 主演
- 「Xion」（2015年11月、iNFiNiTyプロデュース公演・笹塚ファクトリー） - シリウス 役
- 「GOKU」（2016年2月、AiiA 2.5 Theater Tokyo）
- 「ROCK MUSICAL BLEACH〜もう一つの地上」（2016年7月、AiiA 2.5 Theater Tokyo / 京都劇場） - 東仙要 役
- ライブ・スペクタクル「NARUTO-ナルト-」ワールドツアー（2016年10月 - 12月、中国 6都市 / マレーシア） - 油女シノ 役
- 「TOU-JYUKAI-DEN-」（2017年1月、はっぴぃはっぴぃどりーみんぐ公演・全労済ホール スペース・ゼロ / 近鉄アート館） - 若菜 役
- 「SHIN」（2017年6月、進戯団夢命クラシックス#21・池袋シアターグリーンBIG TREE THEATER） - 主演:結城無二三 役
- 「GATSBY」（2019年6月、BAlliSTA本公演・本所松坂亭） - 脚本・演出
- 「EMPEROR WARS」（2021年3月、進戯団夢命クラシックス#24・シアターサンモール） - 賤ヶ岳槍弥 役

### MV
- でんぱ組.inc『ちゅるりちゅるりら』

### WEBラジオ
- スマートフォンアプリWALLOP放送局「ブラザートーク!!」（日曜日20時〜）
- 笑われていいとも - MC

### モデル
- ドコモスタジオ　パンフレットモデル